# 프리토레이
프리토레이(영어: Frito-Lay)는 미국에 본사가 있는 식품 회사인 펩시코의 자회사로서 프리토스를 비롯한 스낵류를 주로 생산하고 있다. 1930년대에 설립된 프리토사와 H.W.레이사가 1961년에 합병하여 설립되었으며, 이후 펩시코에 인수되어 오늘날에 이른다.
대한민국에서는 1987년에 오리온(당시 동양 (기업))과 제휴를 맺었으나 2004년에 계약해지되었고, 이후 2006년부터 롯데제과와 제휴를 하였으나 이 또한 해지되었다.